# Klubstation

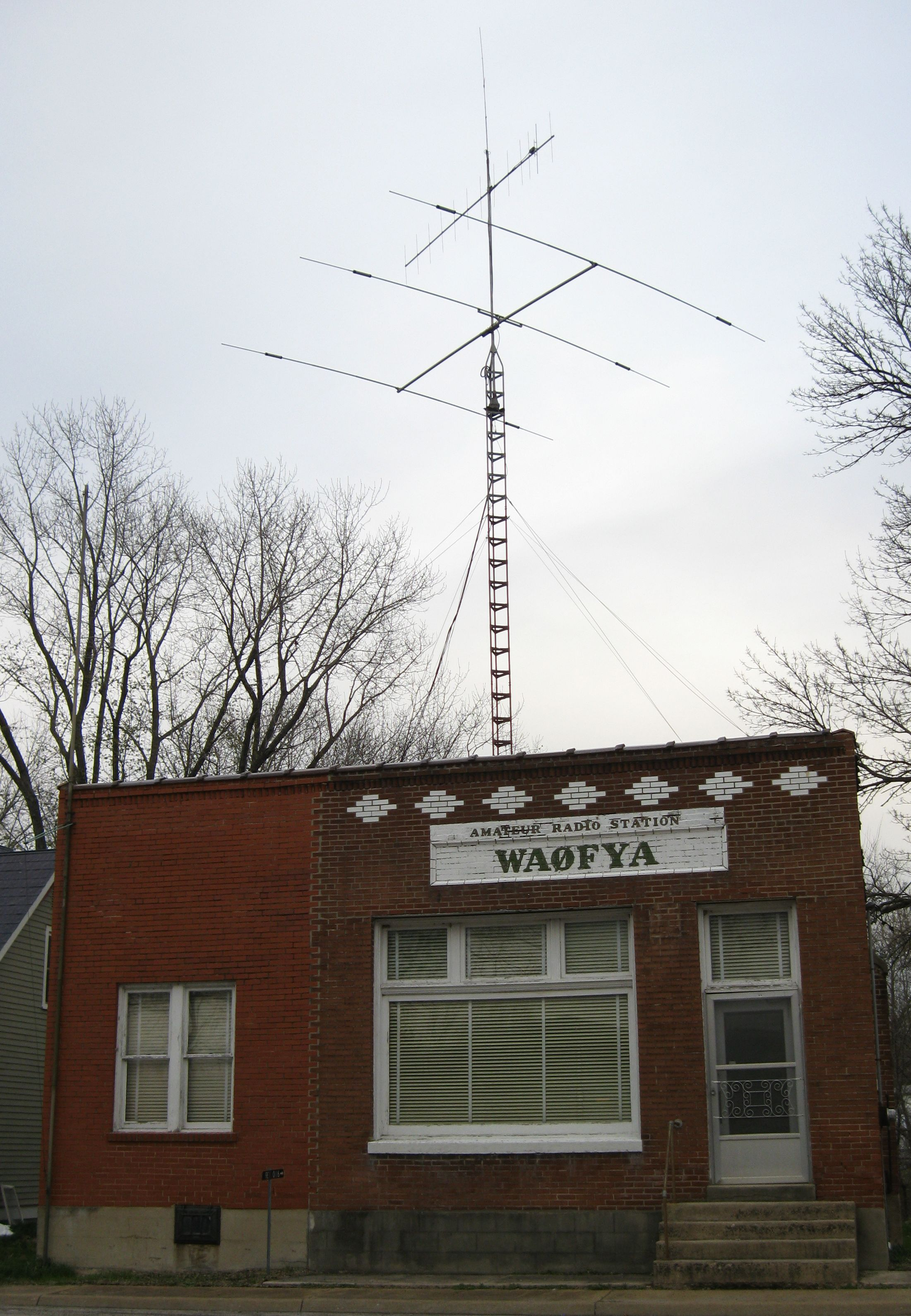
Gebäude (Club House) der amerikanischen Klubstation WAØFYA.

Klubstation (häufig geschrieben auch: Clubstation; in Österreich auch genannt: Klubfunkstelle) ist eine Amateurfunkstelle, die – anders als sonst zumeist üblich – nicht nur von einem einzigen Funkamateur unter Verwendung seines persönlichen Amateurfunkrufzeichens genutzt wird, sondern die einer Gemeinschaft von Funkamateuren (dem „Club“ oder „Klub“) gemeinsam zur Verfügung steht. Statt des persönlichen Rufzeichens wird hier das besondere Rufzeichen der Klubstation verwendet.

## Deutschland
Für Deutschland definiert die Amateurfunkverordnung (AFuV) unter § 2 Begriffsbestimmungen im Satz 3 den Begriff. Im Sinne dieser Verordnung ist:

„Klubstation: eine Amateurfunkstelle, die von Mitgliedern einer Gruppe von Funkamateuren unter Verwendung eines gemeinschaftlich genutzten Rufzeichens betrieben wird.“

Ein Verein bestimmter Rechtsform wird aber nicht gefordert. Um ein Rufzeichen mitzubenutzen, muss man Inhaber einer Zulassung zur Teilnahme am Amateurfunkdienst sein. Gemäß § 14 AFuV hat man beim Benutzen einer Klubstation deren Rufzeichen zu verwenden, Inhaber einer Klasse‑E- oder N‑Zulassung sind aber auch bei der Nutzung einer in der Klasse A angemeldeten Klubstation an Bedingungen ihrer jeweiligen Klasse gebunden.
Wie auch persönlich zugeteilte Amateurfunkrufzeichen in Deutschland, haben auch Rufzeichen für Klubstationen ein ITU-Präfix („Landeskenner“) aus zwei Buchstaben, von denen der erste stets das D ist, und der zweite ein Buchstabe aus dem Bereich A bis R, also beispielsweise DK. Nun folgt als Besonderheit für Klubstationen die Ziffer Ø (Null). Dies steht im Gegensatz zu persönlich zugeteilten Rufzeichen, die in der Regel hier eine der übrigen Ziffern (1–9) aufweisen. Für Klubstationen gibt es ein- bis dreistellige Suffixe (in besonderen Fällen auch längere) aus beliebigen Buchstaben (A–Z). Ein mögliches Klubstationsrufzeichen ist also beispielsweise DKØAN. Klubstationsrufzeichen sind von einem für die Gruppe verantwortlichen Funkamateur kostenpflichtig bei der Bundesnetzagentur (BNetzA) zu beantragen. Beim Betrieb von der Klubstation aus, wird von allen Mitgliedern anstelle ihres persönlichen Rufzeichens das Klubstationsrufzeichen benutzt.
Für Klubstationen sind 2862 deutsche Rufzeichen vergeben (was nicht heißt, dass für alle auch tatsächlich eine Station aktiv ist; Stand: 31. Dezember 2024). Davon sind 398 der Lizenzklasse E und eins der Lizenzklasse N, alle anderen der Lizenzklasse A zugeordnet.

## Österreich
Das österreichische Telekommunikationsgesetz (TKG) definiert in § 4. Nr. 43. Klubfunkstelle als:

„die Amateurfunkstelle eines Amateurfunkvereines oder einer im öffentlichen Interesse tätigen Organisation“

Grundsätzlich ist auch hier die Benutzung des Klubfunkstellen-Rufzeichens vorgesehen, allerdings darf mit Zustimmung des Stationsverantwortlichen auch das eigene Rufzeichen verwendet werden (§ 149, Abs. 2 TKG). Die Klubfunkstelle darf jedenfalls nur im Umfang der eigenen Prüfungskategorie betrieben werden, bei der Leistungsstufe ist allerdings die Bewilligungsklasse der Klubfunkstelle maßgeblich (§ 149, Abs. 2 TKG). 
Die vergebenen Rufzeichen tragen bei Klubfunkstellen, wie bei Amateurfunkrelais und -baken, an vierter Stelle den Buchstaben „X“ (§ 5, Abs. 5 AFV).

## Schweiz
In der Schweiz bestimmt Art. 31 der Verordnung über Frequenzmanagement und Funkkonzessionen (FKV), dass Amateurfunkkonzessionen neben natürlichen Personen auch Amateurfunkvereinen erteilt werden, Konzessionen zum Betrieb unbedienter (also automatisch arbeitender) Funkanlagen sogar nur letzteren. Wer Funkanlagen eines Amateurfunkvereins benutzen will, muss nach Art. 36 den entsprechenden Fähigkeitsausweis besitzen. In den Informationen des Schweizer Bundesamtes für Kommunikation (BAKOM) zum Amateurfunkdienst wird ausgeführt, dass bei Amateurfunkvereinen im Gegensatz zu natürlichen Personen:
- Rufzeichen mit zweistelligem Suffix erteilt werden können,
- befristete Spezialrufzeichen aus einem nachgewiesenen besonderen Anlass erteilt werden können,
- Rufzeichenwünsche berücksichtigt werden können, wenn das gewünschte Rufzeichen seit mindestens fünf Jahren frei ist,
- bei speziellen Anlässen und vorheriger Bewilligung auch Personen, die nicht Inhaber eines Fähigkeitsausweises sind, unter ständiger Aufsicht eines konzessionierten Funkamateurs funken dürfen,
- Echolink-Gateways als unbediente Funkanlagen betrieben werden dürfen und
- Verbindungen mit dem Internet über die Funkstation zu bestimmten Zwecken erlaubt sind.

## Weitere Länder
- In Luxemburg beginnen die Rufzeichen von Klubstationen mit LX9, gefolgt von einem bis vier Buchstaben.[9]
- In Frankreich und Tschechien bezeichnet ein K als erstem Buchstaben im Rufzeichensuffix Klubstationen.